# Mantecado
Mantecado ist ein spanisches Schmalzgebäck, das vor allem zu Weihnachten gereicht wird.

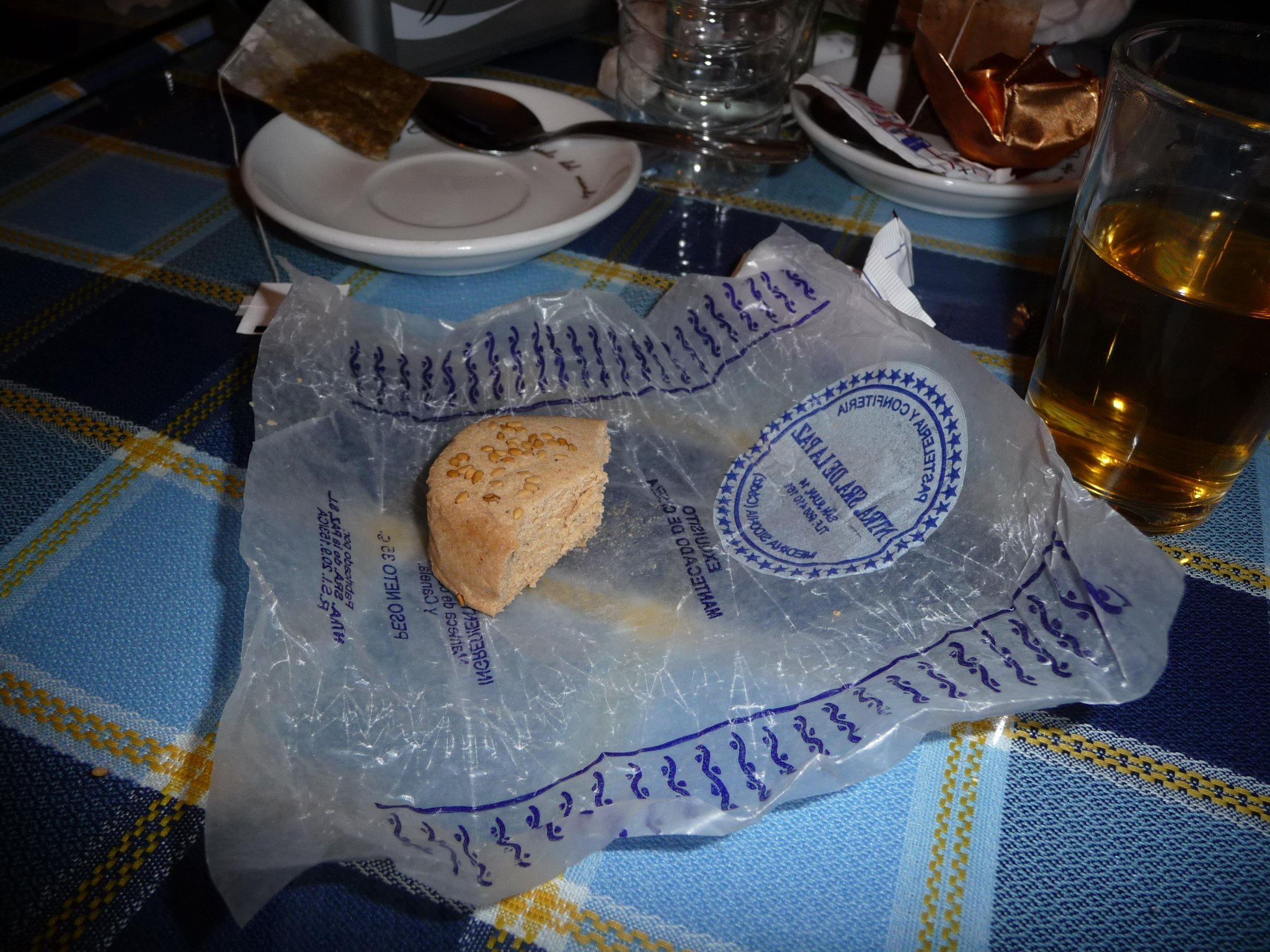
Mantecado de Andalucía.

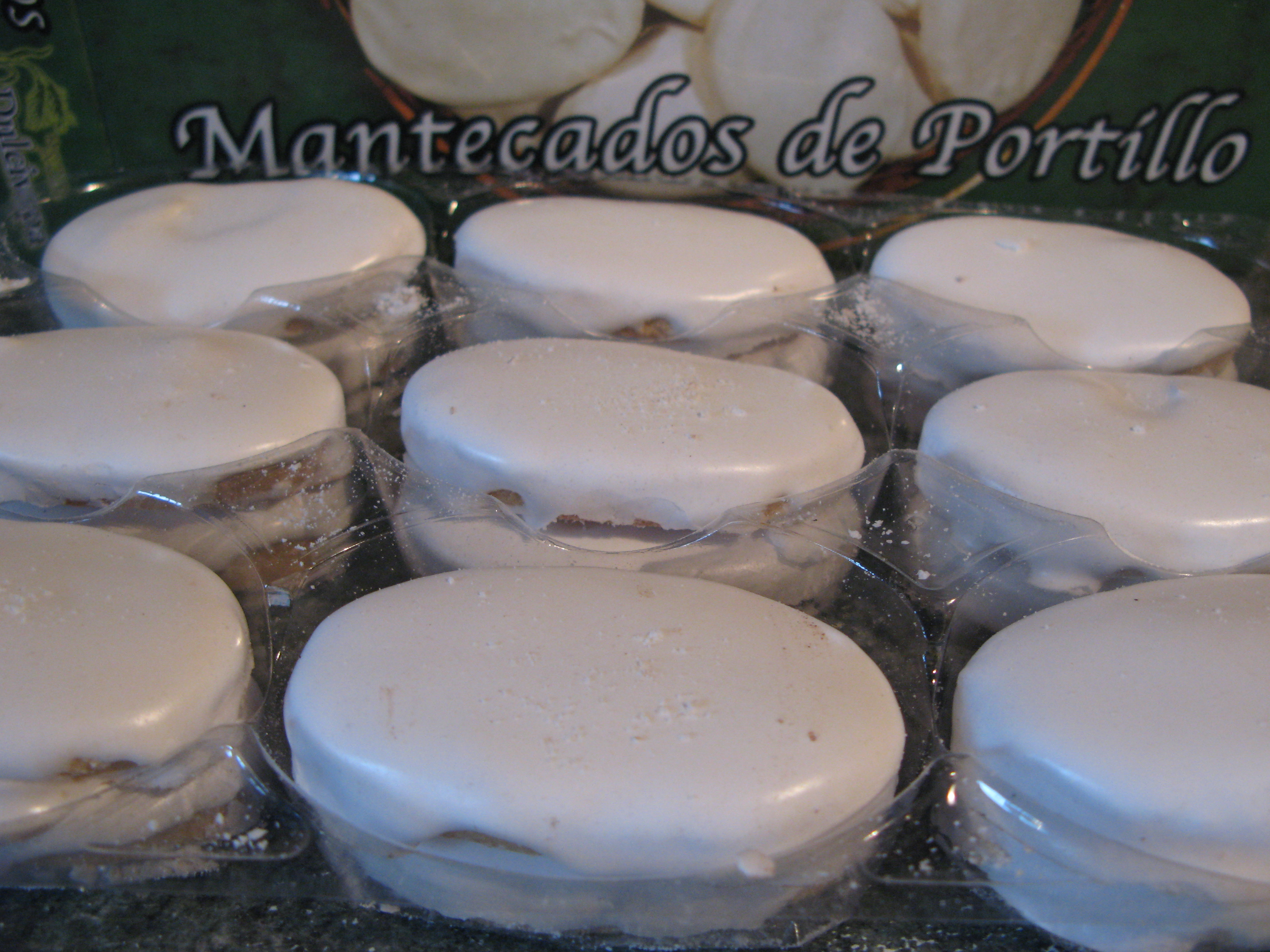
Mantecados de Portillo (Valladolid, Kastilien und León).

## Herkunft
Mantecados sind seit dem 16. Jahrhundert nachweisbar. Ursprung ist Andalusien; hier nehmen die Städte Antequera (Málaga) und Estepa (Sevilla) jeweils für sich in Anspruch, Ursprungsort der Mantecados neben Polvorones zu sein. Im 18. Jahrhundert haben Nonnen der Abtei Santa Clara tortas de manteca gebacken und verbreitet. Dennoch waren Mantecados im Gegensatz zu Polvorones kaum transportfähig.
Entscheidend für die heutige Form der Mantecados wurde Micaela Ruiz Téllez, genannt La Colchona. Sie entwickelte 1870 ein Trocknungsverfahren, mit denen die Mantecados haltbar und frisch blieben. Somit wurden diese transportfähig. Sie verbreiteten sich daraufhin schnell in ganz Spanien aus.

## Varianten
Mantecados werden vor allem durch ihre Zutaten und durch ihre Form unterschieden. Beispiele dafür sind Würzmittel wie Zimt, Sesam, Puderzucker, Zitronenschale oder Rohstoffe wie Wein, Mandeln, Schokolade und geröstetes Mehl.

### Abgrenzung zu Polvorones
Mantecados fehlt im Vergleich zu Polvorones die Zutat Mandel als Hauptbestandteil; des Weiteren sind Mantecados nicht mit Puderzucker oder ähnlichem bedeckt. Gleichzeitig sind Mantecados eher rund, während Polvorones in der Form eher länglich bis oval sind.

## Trivia
- Auf Puerto Rico ist mantecado eine Bezeichnung für Speiseeis; in Spanien wird daher eine Art von süßem Sorbet unter der Bezeichnung helado mantecado vermarktet.[7]
- Auf den Philippinen ist mantecado eine beliebte Speiseeissorte, die aus einer Mischung aus Vanille und Butter besteht.